# David Eagleman

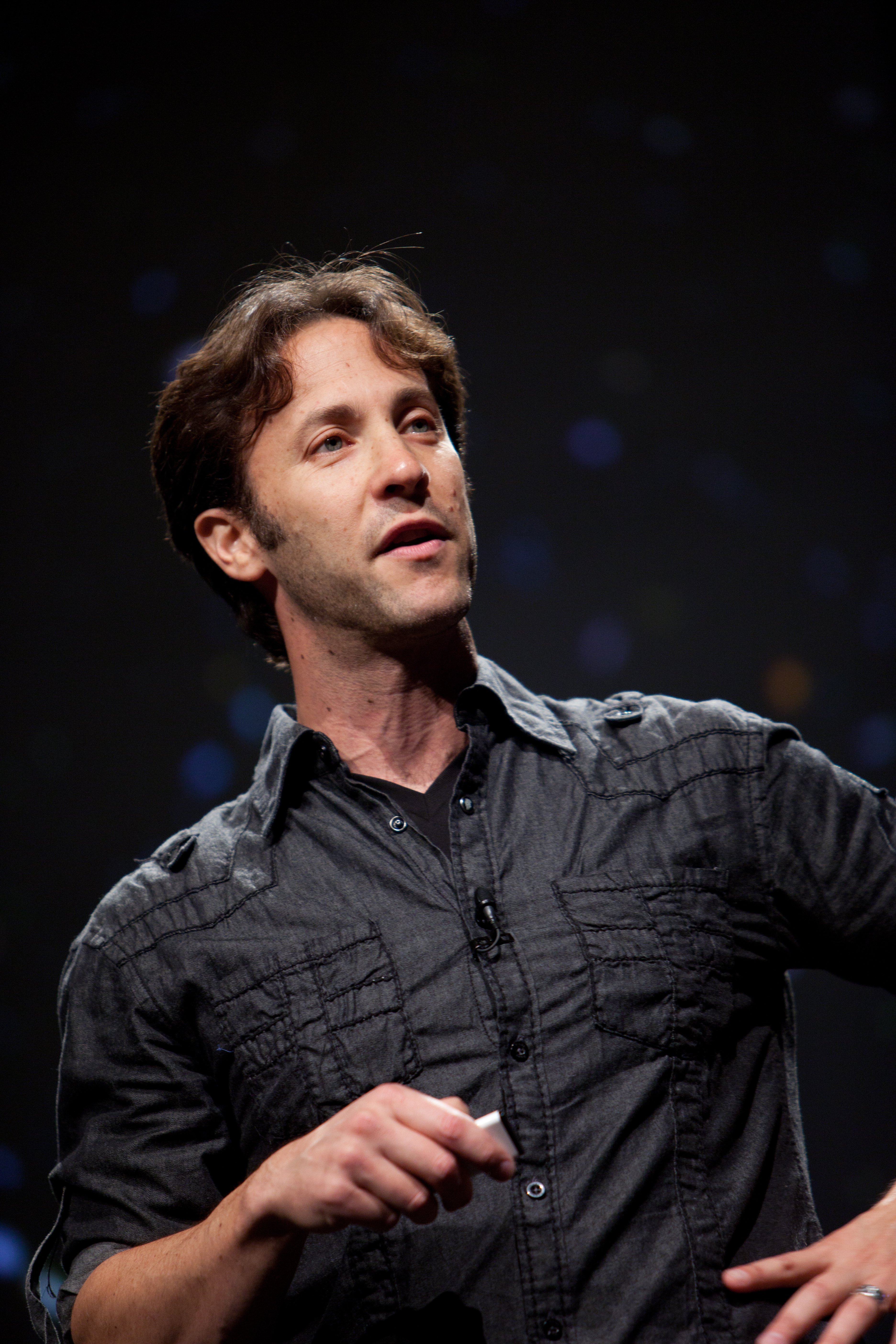
David Eagleman, 2010

David M. Eagleman (* 25. April 1971 in New Mexico) ist ein US-amerikanischer Neurowissenschaftler. Er leitet am Baylor College of Medicine, in Houston, Texas, das Laboratory for Perception and Action and the Initiative on Neuroscience and Law.
Eagleman wurde bekannt durch seine Arbeiten zur individuellen Wahrnehmung von Zeit, zur Synästhesie und durch seine Rolle als Wegbereiter für das interdisziplinäre Gebiet Neurolaw (deutsch Neurorecht). Eagleman ist Autor mehrerer Bestseller.

## Leben
David Eagleman wurde 1971 in New Mexico geboren, wo seine Eltern Arthur und Cirel Eagleman als Arzt und als Biologielehrerin tätig waren. Nach dem Abschluss der Schulausbildung an der Albuquerque Academy (einer Privatschule; engl. independent school), studierte er im Grundstudium englische und amerikanische Literatur an der Rice University in Houston, Texas, und schloss mit Major ab. Anschließend verbrachte er ein Junior Year an der Oxford University und schloss danach das Hauptstudium an der Rice University im Jahr 1993 ab. Er erwarb seinen Ph.D.-Abschluss in Neuroscience am Baylor College of Medicine (Texas Medical Center, Houston) im Jahr 1998, gefolgt von einem Postdoc-Stipendium am Salk Institute, La Jolla im Computational Neurobiology Laboratory von Terrence Sejnowski.

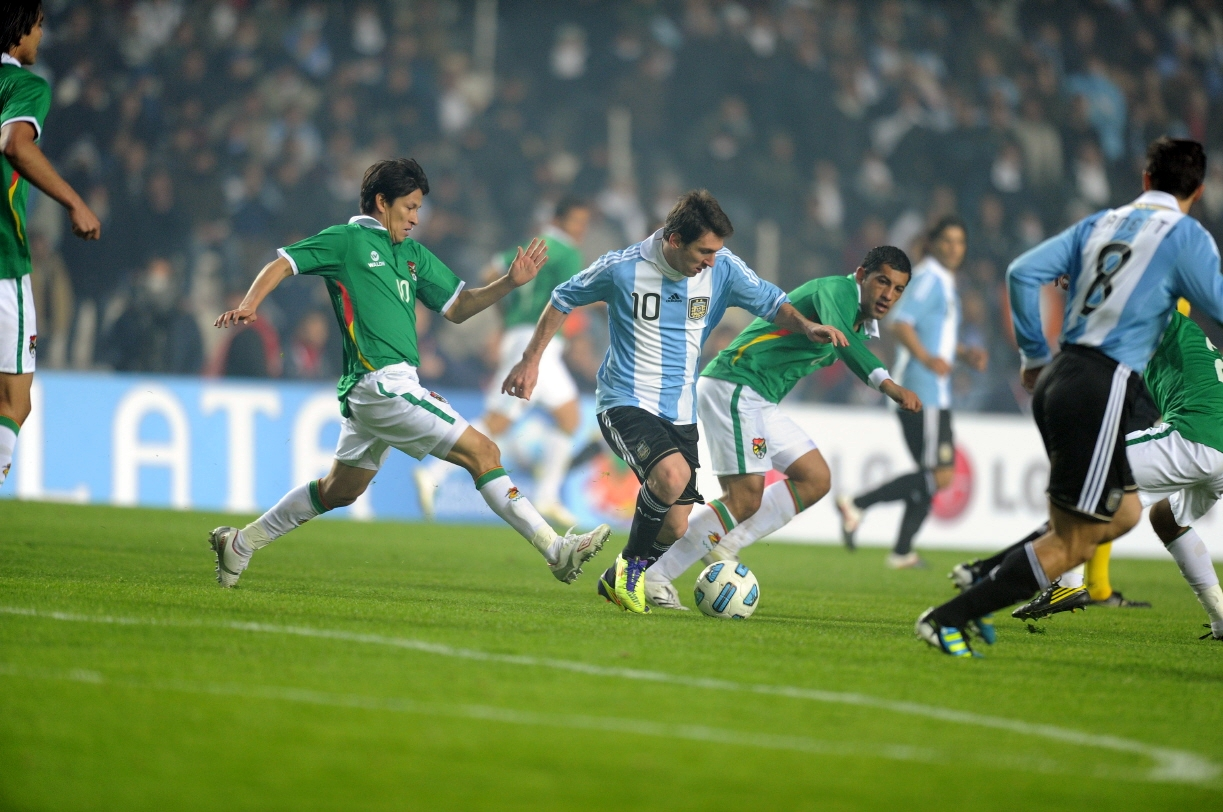
Nicht nur Sportler reagieren und entscheiden unbewusst schnell und erfolgreich („die geheimen Eigenleben des Gehirns“; von Eagleman auch effektvoll als „zombie systems“ oder „automated alien systems“ bezeichnet).
Die erforderlichen Reaktionszeiten sind sehr viel kürzer, als es rationales, bewusstes Nachdenken erlauben würde. Auch im täglichen Leben eines „normalen Menschen“ spielt „automatisches“, unbewusstes Handeln eine bedeutende Rolle.

Im Jahr 2003 erhielt Eagleman eine Stelle in Neurowissenschaften an der University of Texas, Houston Medical School, und 2006 wurde er an das Baylor College of Medicine berufen, wo er sowohl eine Stelle im Department of Neuroscience als auch im Department of Psychiatry innehat (joint appointment). Dort leitet er das Laboratory for Perception and Action and the Initiative on Neuroscience and Law.
Eaglemans Forschungsinteresse gilt verschiedenen Aspekten der menschlichen Wahrnehmung (s. u.). Den derzeitigen Stand der Forschung, wie das Gehirn – ausgehend von den Sinneseindrücken – die Realität für den Einzelnen unbewusst und bewusst abbildet (und zu (un)bewussten Entscheidungen führt), hat er in dem Sachbuch Inkognito: Die geheimen Eigenleben unseres Gehirns zusammengefasst. Das Buch war in den USA ein nationaler Bestseller und wurde von den Medien positiv aufgenommen.
Drei weitere Bücher (LiveWired: How the Brain Reconfigures Itself; Cognitive Neuroscience: A Principles Based Approach (Textbook); Ten Unsolved Mysteries of the Brain) sind in Arbeit.
David Eagleman ist Mitglied der redaktionellen Beiräte (Editorial Boards) der Fachzeitschriften PLOS ONE und Journal of Vision. Eagleman sitzt in den Beiräten mehrerer Kunstorganisationen und ist das jüngste Mitglied des Board of Directors der Long Now Foundation. Er ist Guggenheim Fellow, Next Generation Texas Fellow, Mitglied der progressiven Denkfabrik Institute for Ethics and Emerging Technologies, Mitglied im Global Agenda Council on Brain & Cognitive Sciences des World Economic Forums und wurde 2011 zu einem von Houstons elegantesten Männern gewählt.
Eagleman schreibt regelmäßig für Zeitungen und populärwissenschaftliche Magazine.
Die Eagleman Foundation hat einen Mathematik- und Physikpreis gestiftet, der in unregelmäßigen Abständen ausgeschrieben und vergeben wird.
Eagleman bezeichnet sich nicht als strikten Atheisten, sondern als Possibilian.

## Lehre

### Synästhesie

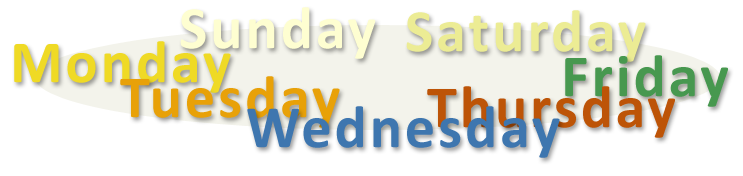
Versuch der grafischen Darstellung einer individuellen Time-Space-Synästhesie bei Wochentagen: Die einzelnen Tage werden sowohl farblich als auch räumlich wahrgenommen.

Synästhesie ist ein besonderer Wahrnehmungszustand, bei dem die Stimulation eines Sinnes einen unwillkürlichen Gefühlseindruck eines anderen Sinnes auslöst.
Eagleman ist Entwickler der Synesthesia Battery, einer Reihe von kostenfreien Online-Tests, durch die ein Proband herausfinden kann, ob er über synästhetische Wahrnehmungen verfügt. Mit dieser Testreihe hat Eagleman Tausende von Synästhetikern untersucht und Daten zu dieser Art der Wahrnehmung gesammelt.
Zusammen mit Richard E. Cytowic hat Eagleman das Buch Wednesday Is Indigo Blue – Discovering the Brain of Synesthesia veröffentlicht, das eine Zusammenfassung der genetischen Hintergründe und neurowissenschaftlichen Abläufe von multisensorischen Erfahrungen liefert. Die Autoren diskutieren darin bestehende und neue Theorien zur Erklärung von Synästhesie.

### Visuelle Illusionen
Eagleman hat ausführlich untersucht, welche optischen Täuschungen bei Normalpersonen und bei Personen mit neuronalen Verletzungen oder Krankheiten zu beobachten sind und was diese Ergebnisse über die neurobiologischen Grundlagen aussagen können. Dabei hat er vor allem über die Flash-lag-Illusion und den Stroboskopeffekt (Wagenradeffekt) publiziert.

### Wahrnehmung von Zeit
Eagleman gibt an, dass eine frühe Erfahrung – der Sturz von einem Dach – sein Interesse für das Verständnis der neuronalen Grundlagen der Zeitwahrnehmung geweckt habe.
Bei der wissenschaftlichen Erforschung von Zeitgefühl und Zeitwahrnehmung verbindet er psychophysiologische, verhaltens- und computerunterstützte Ansätze und Methoden, um die Beziehung zwischen dem Zeitpunkt der Wahrnehmung und dem Zeitpunkt der neuronalen Signale zu analysieren. Bekannt ist Eagleman für Forschungen über zeitliche Verschlüsselung (temporal encoding), Stauchung und Verzögerung von Zeitempfinden und Reaktionszeiten (time warping), Manipulationen zur Wahrnehmung von Kausalität, sowie Zeitwahrnehmung unter dem Einfluss hoher systemischer Adrenalinwerte (in einem Experiment ließen sich Freiwillige – einschließlich ihm selbst – von einem etwa 45 m hohen Turm fallen, um die Zeitwahrnehmung während des Fallens zu messen).
Das Langzeitziel von Eaglemans Forschung ist – nach eigenen Angaben – die Aufklärung des Phänomens, wie neuronale Signale, die in verschiedenen Bereichen des Gehirns verarbeitet werden, so zusammenkommen, dass ein „zeitbezogenes Gesamtbild der Welt“ (temporally unified picture of the world) entsteht.

### Neurowissenschaften und Rechtsprechung
Neurolaw (dt. Neurorecht) ist ein relativ neues interdisziplinäres Gebiet, das sich damit befasst, welche Auswirkungen die Entdeckungen in den Neurowissenschaften durch technische Methoden wie Brain mapping und Neuroimaging (z. B. Magnetresonanztomografie, Positronen-Emissionstomografie, Elektroenzephalografie, Magnetoenzephalographie und transkranielle Magnetstimulation) auf das Rechtssystem haben könnten, z. B. auf die zukünftigen Veränderungen in der Art der Gesetzgebung oder bezüglich Beurteilung, Bestrafung und Rehabilitierung von Straffälligen.
Eagleman formuliert den Grundgedanken, um über ein Rechtssystem unter Berücksichtigung der neurologischen Gegebenheiten nachzudenken, wie folgt:
„Was das Thema angeboren oder erlernt [Gene oder Umwelteinfluss] angeht, ist das entscheidende Argument, dass man weder beim einen noch beim anderen die Wahl hat. Jeder von uns ist nach einem genetischen Bauplan aufgebaut und wird in eine Welt von äußeren Umständen hineingeboren, bei denen wir in den Jahren, die uns am meisten prägen, keine Wahl haben. Die komplexen Wechselwirkungen von Genen und Umwelt bedeuten, dass die Bürger unserer Gesellschaft verschiedene Perspektiven, vielgestaltige Persönlichkeiten und unterschiedliche Leistungsfähigkeiten in Bezug auf Entscheidungsfindung besitzen. Diese resultieren nicht aus einer Wahl nach freiem Willen der Bürger; dies sind die Spielkarten, die an uns ausgeteilt wurden.“
Eagleman ist Gründer und Direktor der Baylor College of Medicine Initiative of Neuroscience and Law.

## Schriftstellerische Tätigkeit
Neben seiner Forschungsarbeit und den damit verbundenen Sachbüchern hat Eagleman nationale und internationale Bestseller geschrieben, in denen er Themen, die nur entfernt oder wenig mit den Neurowissenschaften zu tun haben, fachlich analytisch oder essayistisch abhandelt.

### Sum
Die Kurzgeschichtensammlung Sum ist ein internationaler Bestseller, der in 23 Sprachen veröffentlicht wurde. Der Titel, der auch gleichzeitig der Titel einer der Kurzgeschichten ist, ist ein Wortspiel: Lateinisch sum ‚ich bin‘ und englisch ‚Summe‘ oder ‚Zusammenfassung‘. In jeder der 40 Geschichten konfrontiert Eagleman den Leser mit einem anderen fiktiven Szenario eines „Lebens nach dem Tode“. Grundelemente – menschliche Vorstellungen, Wünsche und Verhaltensmuster – dieser Szenarien entstammen dabei dem realen Leben, werden aber mit sehr unerwarteten Regeln und Gegebenheiten eines erneuten Lebens nach dem Tod kombiniert. Diese überraschenden Kombinationen und die daraus folgenden Konsequenzen und die Präsentation dieser neuen Realitäten in Form von Fiction erlauben dem Leser fantasievolle, neue Blickwinkel auf menschliches Verhalten.
Die Rezeption von Sum in den Medien war sehr positiv. Sum wurde vom Time Magazine auf die Leseliste Sommer 2009 gesetzt und es war Buch der Woche sowohl in The Guardian als auch in The Week. Nach einem Tweet von Stephen Fry im September 2009 stieg Sum auf Nr. 2 der Bestsellerliste von Amazon (UK) und bei Barnes and Noble, der populärwissenschaftlichen Fachzeitschrift New Scientist und The Scotsman schaffte es Sum auf die Liste der Bücher des Jahres 2009.

### Why the Net Matters
Im Jahr 2010 veröffentlichte Eagleman das E-Book Why the Net Matters, in dem er argumentiert, dass das Aufkommen des Internets einige der traditionell postulierten Existenzbedrohungen der Zivilisation entschärft. In Übereinstimmung mit einer These in diesem Buch, der Dematerialisierung physischer Güter, entschied sich Eagleman, das Manuskript als App für das iPad und nicht als traditionelles Buch zu veröffentlichen.
Die New York Times beschrieb das Werk als Superbook. Stewart Brand, Mitbegründer und Präsident der Long Now Foundation, beschrieb Why the Net Matters als „breakthrough work“ (bahnbrechendes Werk) und es wurde Anfang 2011 auf die 2010 Publishing Innovation Awards Longlist von Digital Book World gesetzt.

## Schriften
- Richard E. Cytowic und David M. Eagleman: Wednesday is Indigo Blue - Discovering the Brain of Synesthesia. The MIT Press, 2009, ISBN 978-0-262-01279-9.
- David Eagleman: Sum: Forty Tales from the Afterlives. Pantheon Books, Februar 2009, ISBN 978-0-307-37734-0.
  - (Deutsche Übersetzung: Jürgen Neubauer) Fast im Jenseits: Oder warum Gott Frankenstein liest. Campus Verlag, 2009, ISBN 978-3-593-38793-2.
- David Eagleman: Incognito: The Secret Lives of the Brain. Pantheon (2010), ISBN 978-0-307-37733-3.
  - (Deutsche Übersetzung: Jürgen Neubauer) Inkognito: Die geheimen Eigenleben unseres Gehirns. Campus Verlag, 2012, ISBN 978-3-593-38974-5.
- David Eagleman: Why the Net Matters, or Six Easy Ways to Avert the Collapse of Civilization. Canongate Books 2011, ISBN 978-0-85786-053-8.
- David Eagleman: The Brain : Die Geschichte von dir. Jürgen Neubauer (Übersetzer). Pantheon 2017.